# Teatre Nacional de Múnic
El Teatre Nacional de Múnic (en alemany Nationaltheater München) és un teatre d'òpera i seu de la Bayerische Staatsoper (Òpera Estatal de Baviera), situat a la plaça Max-Joseph de Múnic.

## Història
L'Òpera Estatal Bavaresa també fa representacions al Prinzregententheater (un teatre construït a principis del segle XX i que no és molt diferent del teatre de Bayreuth, construït conforme a les indicacions de Richard Wagner) i el Teatre Cuvilliés (construït en els anys 1750 i qualificat per Beauvert com "una gemma rococó").
Després que un primer teatre, encarregat pel rei Maximilià I de Baviera i dissenyat per Karl von Fischer, inaugurat el 1818 amb Die Weihe de Ferdinand Fränzl, fóra destruït pel foc en 1823, es va reconstruir i inaugurar l'any 1825 el nou edifici. Aquest segon teatre, dissenyat per Leo von Klenze, va incorporar trets neogrecs com pot veure's en el seu pòrtic.
Durant aquests anys, va acollir l'estrena de nombroses òperes, incloent-hi moltes de compositors alemanys. Entre elles les de Wagner: Tristan und Isolde (1865), Die Meistersinger von Nürnberg (1868), Das Rheingold (1869) i Die Walküre (1870), després de la qual Wagner va preferir construir un teatre a Bayreuth i seguir les representacions allà.

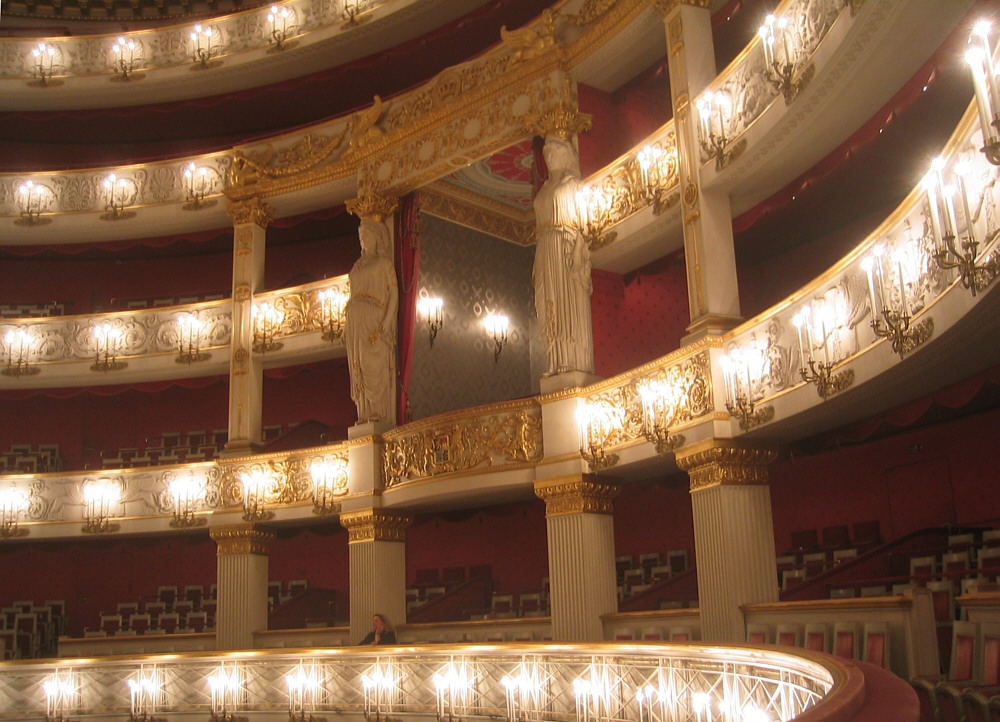
Interior de la sala

Durant l'última part del segle xix, va ser Richard Strauss qui va marcar el teatre de la ciutat en què havia nascut l'any 1864. Després d'acceptar el càrrec de director durant un breu període, Strauss va tornar al teatre com a director principal des de 1894 fins a 1898. En el període prebèl·lic, el seu Friedenstag (1938) i Capriccio es van estrenar a Múnic. El teatre es va modificar l'any 1930 per a ampliar l'escenari i dotar-lo d'equipament més modern. Malauradament, durant la Segona Guerra Mundial va ser completament destruït pels bombardejos de l'any 1943.
Basant-se en els plànols originals de Karl von Fischer, l'arquitecte Gerhard Moritz Graubner va recrear l'original teatre neoclàssic amb 2.100 seients, que el fa un poc major que l'original. Només el vestíbul i l'escala principal conserven el seu aspecte original. Va ser inaugurat el 22 de novembre de 1963 amb una representació de l'òpera de Wagner, Els mestres cantaires de Núremberg. En el període de postguerra, el teatre ha vist significatives produccions i moltes estrenes mundials.

## Estrenes absolutes a l'Òpera de Múnic

### Al Salvatortheater
- 1775 La finta giardiniera, òpera de Wolfgang Amadeus Mozart

### Al Teatre de la Residència (Cuvilliés Theater)
- 1781 Idomeneo, re di Creta, òpera de Wolfgang Amadeus Mozart
- 1812 Jephtas Gelübde de Giacomo Meyerbeer

### Al Teatre de l'Òpera
- 1865 Tristan und Isolde de Richard Wagner
- 1868 Die Meistersinger von Nürnberg de Richard Wagner
- 1869 Das Rheingold de Richard Wagner
- 1870 Die Walküre de Richard Wagner
- 1888 Die Feen de Richard Wagner
- 1897 Königskinder d'Engelbert Humperdinck
- 1916 Der Ring des Polykrates i Violanta d'Erich Wolfgang Korngold
- 1931 Matka d'Alois Hába; Torneo notturno de Francesco Malipiero
- 1938 Friedenstag de Richard Strauss
- 1941 Verklungene Feste de Richard Strauss
- 1942 Capriccio de Richard Strauss
- 1948 Abraxas, "Faust-ballett" de Werner Egk
- 1957 Die Harmonie der Welt de Paul Hindemith
- 1963 Die Verlobung in San Domingo de Werner Egk
- 1966 Pas de cinq de Mauricio Kagel
- 1969 Casanova in London, ballet de Werner Egk
- 1979 Spiegel für Bewegungsgruppen, Licht und Objekte de Friedrich Cerha
- 1987 Lear, òpera d'Aribert Reimann
- 1988 Wachsfigurenkabinett de Karl Amadeus Hartmann (estrena de l'obra completa; el fragment 5 s'havia estrenat el 1930)
- 1996 Marco Polo, òpera de Tan Dun
- 1997 Venus und Adonis de Hans Werner Henze